# Kualapuu
Kualapuu é uma Região censo-designada localizada no estado americano de Havaí, no Condado de Maui.

## Demografia
Segundo o censo americano de 2000, a sua população era de 1936 habitantes.

## Geografia
De acordo com o United States Census Bureau tem uma área de
79,5 km², dos quais 78,9 km² cobertos por terra e 0,6 km² cobertos por água.

## Localidades na vizinhança
O diagrama seguinte representa as localidades num raio de 48 km ao redor de Kualapuu.